# New Italy
New Italy (Nuova Italia) è un villaggio vicino a Woodburn nel distretto di Northern Rivers nel Nuovo Galles del Sud, in Australia. La trafficata Pacific Highway passa nelle vicinanze. New Italy è 693km a nord-est della capitale dello stato, Sydney, e 12km a sud di Woodburn.
New Italy fa parte della Contea di Richmond Valley, la cui sede amministrativa è nel vicino Casino.

## Storia
Nel 1882 gli immigrati italiani dal Veneto, la maggior parte dei quali sopravvissuti alla sfortunata spedizione di De Rays, acquistarono un'azienda agricola di 160.000 m² nei pressi di Woodburn presso quella che inizialmente fu chiamata - in dialetto veneziano - Cèa Venessia (Piccola Venezia), e poi ribattezzata in lingua inglese New Italy (Nuova Italia).
Entro la metà degli anni 1880, circa 50 aziende su un'area aggregata di oltre 12 km² erano sotto occupazione e gli italiani di New Italy era aumentati a 250. Era una piccola comunità agricola che coltivava frutta e verdura, comprese le viti. La prima scuola fu aperta nel 1885 ma cessò l'attività nel 1933 a causa della diminuzione delle iscrizioni. I coloni di New Italy costruirono case in mattoni di fango, una chiesa, una scuola e una sala comune nello stile tradizionale dell'Italia settentrionale. A causa della sua posizione remota, la popolazione degli insediamenti era stagnante. Negli anni '30 fu istituito un parco della pace per ricordare i pionieri dell'insediamento. Alla fine degli anni '50 si cominciò a riconoscere l'importanza regionale dell'insediamento. Il Museo del Bicentenario è stato inaugurato nel 1989. Dopo l' Esposizione Universale di Brisbane del 1988, il governo italiano ha presentato i contenuti del proprio Padiglione Expo al Comitato del Centenario della New Italy e il Padiglione italiano della New Italy è stato inaugurato nel maggio 1993. Il Museo presenta la storia della migrazione italiana in Australia e i cimeli dell'insediamento della New Italy. Il Padiglione celebra tutti i migranti italiani e il loro contributo alla cultura australiana.